# Geruite streepschelp
De geruite streepschelp (Crenella decussata) is een zeer kleine tweekleppigensoort uit de familie van de Mytilidae. De wetenschappelijke naam van de soort werd in 1808 voor het eerst geldig gepubliceerd door George Montagu.

## Beschrijving
De relatief kleine behuizing van de geruite streepschelp is in omtrek transversaal eivormig. Ze zijn 1,5 tot 3 millimeter lang en 1,4 millimeter breed. De vortex steekt voorbij de voorkant uit. Het oppervlak heeft ongeveer 50 radiale ribben die een rasterachtig patroon vormen met de concentrische strepen (ongeveer 40). De radiale ribben splijten aan de rand van de behuizing, de rand van de behuizing is gekerfd. Het buitenbeeld is aan de binnenzijde bedrukt. De slotrand is breed en gestreept. Het ligament is verzonken, de voet wordt dikker. De schelp is stevig en roomwit en bedekt met een licht tot donkerbruine opperhuid (periostracum).

## Verspreiding
De geruite streepschelp komt veel voor in de noordelijke Atlantische Oceaan en de noordelijke Grote Oceaan. In de Atlantische Oceaan strekt het verspreidingsgebied zich uit van het Noordpoolgebied tot Marokko en het Caraïbisch gebied, in de Stille Oceaan van het Noordpoolgebied tot Japan. In de oostelijke Atlantische Oceaan dringt het ook door in de noordelijke en westelijke Oostzee.
Deze soort leeft begraven in de bovenste lagen van fijne of slibrijke zandgronden. Het leeft daar van ongeveer 4 meter tot ongeveer 200 meter waterdiepte. In de Noordzee werd het gevonden tot een diepte van bijna 70 meter, in de Oostzee van 20 tot 30 meter.
Modiolus:
adriaticus · 
barbatus · 
modiolus · 
Musculus:
costulatus · 
discors · 
niger · 
subpictus

Mytilaster:
lineatus · 
minimus · 
Mytilus: 
†antiquorum · 
edulis · 
galloprovincialis · 
trossulus

Overig: 
†Arcoperna sericea · 
Crenella decussata · 
Dacrydium · 
Modiolula phaseolina · 
Perna woodi · 
†Rhomboidella prideauxi